# ЛКС (хоккейный клуб, Лодзь)
ЛКС (пол. ŁKS Łódź) — польский хоккейный клуб из города Лодзь. Основан в 1929 году. Расформирован в 1991 году по решению спортивного клуба «ЛКС». Домашние матчи проводил на арене Дворец Спорта и рекреации «Лодзь».

## Достижения
- Чемпионат Польши по хоккею:
  - Серебряный призёр (1) : 1946
  - Бронзовый призёр (5) : 1947 , 1959 , 1971 , 1979 , 1980